# Ian McKeever
Pour les articles homonymes, voir McKeever.
Ian McKeever, né le 13 février 1970 à Roundwood (Irlande) et mort le 2 janvier 2013 sur le Kilimandjaro (Tanzanie), est un alpiniste irlandais.

## Biographie
En 2004, il accomplit le Five Peaks Challenge en un temps record de 16 heures et 16 minutes. En 2006, il gravit les 26 sommets d'Irlande en 98 heures.
En 2007, il bat le record du monde de rapidité pour l'ascension des sept sommets en 156 jours.
Il meurt foudroyé lors de l'ascension du Kilimandjaro.